# Takashi Kawano
Takashi Kawano (jap. 河野 貴志, Kawano Takashi; * 17. Juni 1996 in der Präfektur Miyazaki) ist ein japanischer Fußballspieler.

## Karriere
Takashi Kawano erlernte das Fußballspielen in der Universitätsmannschaft der Kansai-Universität. Seinen ersten Vertrag unterschrieb er 2019 bei Giravanz Kitakyūshū. Der Verein aus Kitakyūshū, einer Großstadt in der Präfektur Fukuoka auf der Insel Kyūshū, spielte in der dritthöchsten Liga des Landes, der J3 League. 2019 wurde er mit dem Klub Meister der dritten Liga und stieg in die zweite Liga auf. Am Ende der Saison 2021 stieg er mit dem Verein aus Kitakyūshū als Tabellenvorletzter wieder in die dritte Liga ab. Nach insgesamt 70 Ligaspielen wechselte er im Januar 2023 zum Zweitligisten Blaublitz Akita. Nach zwei Spielzeinten, in denen er 77 Ligaspiele bestritt, wechselte er im Januar 2025 zum ebenfalls in der zweiten Liga spielenden JEF United Ichihara Chiba.

## Erfolge
Giravanz Kitakyūshū
- Japanischer Drittligameister: 2019  ▲